# Lavinifia inaequidens
Lavinifia inaequidens är en stekelart som först beskrevs av André Seyrig 1952.  Lavinifia inaequidens ingår i släktet Lavinifia och familjen brokparasitsteklar. Inga underarter finns listade i Catalogue of Life.